# Vallási szegregáció
A vallási szegregáció az emberek fizikai elkülönítése vallásuk alapján. A kifejezést leginkább akkor használják, amikor egy adott társadalom nem faji, hanem vallási alapon tesz különbséget tagjai között. A szegregáció lehet szociális jelenség, de lehet törvények, szabályok következménye is. Egyik példája az észak-írországi iskolarendszer, ahol elméletben minden iskola nyitva áll minden diák előtt, de gyakorlatban minden vallási felekezetnek megvannak a saját iskolái.
Hasonló kifejezés még a vallási apartheid, amelyet szintén olyan helyzetekre alkalmaznak, amikor az embereket vallásuk alapján különítik el.

## Szaud-Arábia

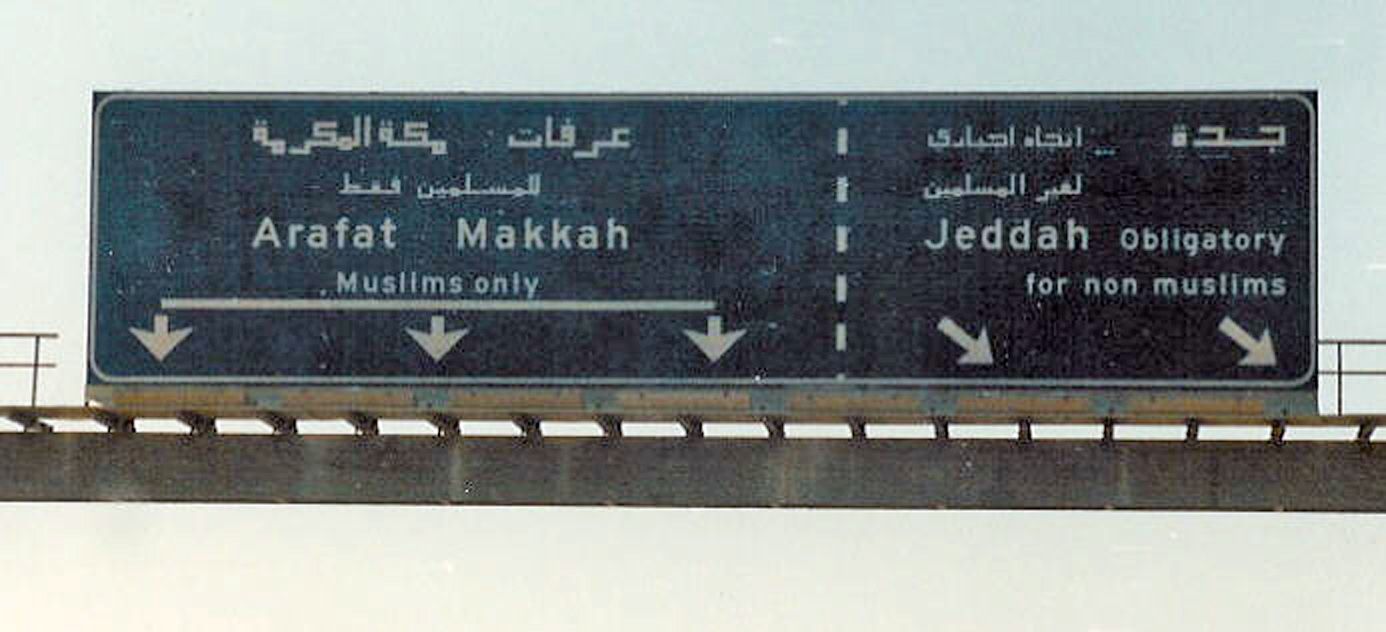
A Mekka felé vezető autópálya egyik táblája, amely szerint Mekka felé csak muszlimok ("muslims only") haladhatnak, a többieknek el kell hagyni az autópályát ("obligatory for non-muslims"). A tábla után általában a szaúdi vallási rendőrség állomásozik, akik megakadályozzák, hogy nem-muszlimok továbbhajtsanak Mekka felé.

2004 előtt a szaúdi kormány hivatalos honlapján olvasható szöveg alapján zsidónak tilos volt az ország területére belépni (bár a gyakorlatban nem ellenőrizték ennek betartását)
A vallási szegregáció másik példája az iszlám vallás két szent városa, Mekka és Medina, ahova a nem muszlim vallású személyek nem léphetnek be és nem is utazhatnak keresztül rajta. Aki a két város valamelyikében ezt mégis megkísérli, azt megbírságolhatják, a Mekkában talált nem-muszlimokat kitoloncolják.
Ez az előírás nehézségeket okoz azoknak a nyugati vállalatoknak, amelyek kirendeltséget tartanak fenn ebben a két városban és csak muszlim vallású dolgozókat vehetnek fel oda. A nem-muszlimok csak a városhatáron kívülről végezhetik munkájukat.
Ennek egyik példája a Bell Canada kanadai távközlési vállalat, amely az 1980-as években Mekkát és Medinát látta el telefonhálózattal és a nem-muszlim munkatársak számára a város határán kívül tudott csak irodát találni.

## Egyesült Királyság
Napjainkban London az egyik olyan nagyváros, amelynek lakói nem faji, hanem vallási alapon különülnek el egymástól. 2007-ben London lakóinak 25%-a élt saját akaratából vallási alapon kialakuló helyi közösségekben.